# Elecciones estatales de Quintana Roo de 2021
Las elecciones estatales de Quintana Roo de 2021 se llevaron a cabo el domingo 6 de junio de 2021, y en ellas se renovaron los 11 ayuntamientos del estado mexicano de Quintana Roo, compuestos por un presidente municipal, un síndico y sus regidores. Electos para un periodo de tres años.

## Organización

### Partidos políticos
En las elecciones estatales tienen derecho a participar doce partidos políticos. Diez son partidos políticos con registro nacional: Partido Acción Nacional (PAN), Partido Revolucionario Institucional (PRI), Partido de la Revolución Democrática (PRD), Partido del Trabajo (PT), Partido Verde Ecologista de México (PVEM), Movimiento Ciudadano (MC), Movimiento Regeneración Nacional (MORENA), Partido Encuentro Solidario (PES), Fuerza por México (FPM) y Redes Sociales Progresistas (RSP). Y dos son partidos políticos estatales: Movimiento Auténtico Social y Confianza por Quintana Roo.

### Proceso electoral
La campaña electoral inicia el 19 de abril de 2021 y se extiende durante seis semanas, hasta el 2 de junio. La votación está programada para hacerse el 6 de junio de 2021, de las 8 de la mañana a las 6 de la tarde, en simultáneo con las elecciones federales. Se estima que el computo final de resultados se publique el 12 de junio.

## Resultados
|  | 31.32 % |

|  | 15.94 % |

|  | 10.70 % |

|  | 10.48 % |

|  | 4.90 % |

|  | 4.70 % |

|  | 3.92 % |

|  | 3.16 % |

|  | 2.85 % |

|  | 2.44 % |

|  | 2.18 % |

|  | 1.86 % |

|  | 1.50 % |

|  | 96.01 % |

|  | 3.99 % |

### Benito Juárez
|  | 41.23 % |

|  | 22.53 % |

|  | 17.45 % |

|  | 5.92 % |

|  | 3.37 % |

|  | 3.02 % |

|  | 1.58 % |

|  | 0.64 % |

|  | 95.74 % |

|  | 4.26 % |

### Cozumel
|  | 47.54 % |

|  | 43.59 % |

|  | 1.57 % |

|  | 1.31 % |

|  | 1.28 % |

|  | 1.21 % |

|  | 0.85 % |

|  | 97.35 % |

|  | 2.65 % |

### Felipe Carrillo Puerto
|  | 56.01 % |

|  | 35.72 % |

|  | 2.58 % |

|  | 1.31 % |

|  | 1.12 % |

|  | 0.57 % |

|  | 97.31 % |

|  | 2.69 % |

### Isla Mujeres
|  | 54.81 % |

|  | 39.25 % |

|  | 1.23 % |

|  | 0.92 % |

|  | 0.82 % |

|  | 0.53 % |

|  | 97.31 % |

|  | 2.69 % |

### José María Morelos
|  | 36.81 % |

|  | 27.23 % |

|  | 19.68 % |

|  | 4.72 % |

|  | 3.13 % |

|  | 2.34 % |

|  | 1.32 % |

|  | 0.90 % |

|  | 0.68 % |

|  | 96.80 % |

|  | 3.20 % |

### Lázaro Cárdenas
|  | 49.17 % |

|  | 42.29 % |

|  | 1.89 % |

|  | 1.43 % |

|  | 1.13 % |

|  | 0.77 % |

|  | 0.46 % |

|  | 0.33 % |

|  | 0.22 % |

|  | 97.69 % |

|  | 2.31 % |

### Othón P. Blanco
|  | 37.61 % |

|  | 26.84 % |

|  | 11.60 % |

|  | 7.64 % |

|  | 5.03 % |

|  | 4.27 % |

|  | 1.95 % |

|  | 94.94 % |

|  | 5.06 % |

### Solidaridad
|  | 32.61 % |

|  | 28.32 % |

|  | 15.43 % |

|  | 10.09 % |

|  | 5.30 % |

|  | 2.00 % |

|  | 1.43 % |

|  | 95.19 % |

|  | 4.81 % |

### Tulum
|  | 51.82 % |

|  | 38.14 % |

|  | 5.04 % |

|  | 1.11 % |

|  | 0.57 % |

|  | 0.44 % |

|  | 97.12 % |

|  | 2.88 % |

### Bacalar
|  | 46.60 % |

|  | 40.17 % |

|  | 4.76 % |

|  | 3.46 % |

|  | 1.27 % |

|  | 0.97 % |

|  | 97.24 % |

|  | 2.76 % |

### Puerto Morelos
|  | 44.61 % |

|  | 23.24 % |

|  | 13.56 % |

|  | 5.98 % |

|  | 3.38 % |

|  | 2.86 % |

|  | 2.60 % |

|  | 96.23 % |

|  | 3.77 % |